# Pôncio Pilatos
Pôncio Pilatos, também conhecido simplesmente como Pilatos (em latim: Pontius Pilatus; em grego: Πόντιος Πιλᾶτος), foi governador ou prefeito (em latim: praefectus) da província romana da Judeia entre os anos 26 e 36 d.C. Na tradição cristã, é conhecido por ter sido o juiz que não interveio contra os fariseus na condenação de Jesus Cristo a morrer na cruz. A importância de Pilatos no cristianismo moderno é enfatizada por seu lugar proeminente tanto no Credo dos Apóstolos quanto no de Niceia. Devido ao retrato dos Evangelhos de Pilatos como relutante em executar Jesus, a Igreja Etíope acredita que Pilatos se tornou um cristão e o venera como um mártir e santo, uma crença historicamente compartilhada pela Igreja Copta.
Embora seja o governador mais atestado da Judeia, poucas fontes sobre seu governo sobreviveram. Ele parece ter pertencido à bem atestada família Pôncio de origem samnita, mas nada se sabe ao certo sobre sua vida antes de se tornar governador da Judeia, nem sobre as circunstâncias que levaram à sua nomeação para o governo.
O historiador judeu Flávio Josefo e o filósofo Fílon de Alexandria mencionam incidentes de tensão e violência entre a população judaica e a administração de Pilatos. Muitos deles o envolvem agindo de maneira que ofendeu a sensibilidade religiosa dos judeus. Os Evangelhos Cristãos registram que Pilatos ordenou a crucificação de Jesus em algum momento de seu mandato; Josefo e o historiador romano Tácito também parecem ter registrado essa informação. Segundo Josefo, a sua destituição ocorreu porque ele reprimiu violentamente um movimento samaritano armado no Monte Gerizim. Ele foi enviado de volta a Roma pelo legado da Síria para responder por isso a Tibério, que, no entanto, havia morrido antes de sua chegada. Nada se sabe ao certo sobre o que aconteceu com ele depois disso. Com base em uma menção feita pelo filósofo pagão do século II Celso e pelo apologista cristão Orígenes, a maioria dos historiadores modernos acredita que Pilatos simplesmente se aposentou após sua demissão.
Os historiadores modernos têm avaliações diferentes de Pilatos como um governante eficaz; enquanto alguns acreditam que ele foi um governador particularmente brutal e ineficaz, outros argumentam que seu longo tempo no cargo significa que ele deve ter sido razoavelmente competente. De acordo com uma teoria proeminente do pós-guerra, ele foi motivado pelo antissemitismo em seu tratamento com judeus, mas essa teoria foi quase totalmente abandonada.

## Evidências
As evidências históricas sobre Pôncio Pilatos são limitadas, embora os estudiosos modernos saibam mais sobre ele do que qualquer outro governador romano da Judeia. As fontes mais importantes são a Embaixada em Gaio (após o ano 41) pelo escritor judeu contemporâneo Fílon de Alexandria, A Guerra dos Judeus (c. 74) e Antiguidades Judaicas (c. 94) pelo historiador judeu Flávio Josefo, bem como os quatro Evangelhos canônicos, Mateus, Marcos, Lucas e João. Inácio de Antioquia o menciona em suas epístolas aos Trálios, Magnesianos e Esmirniotas (compostas entre 105 e 110). Ele também é brevemente mencionado nos Anais do historiador romano Tácito, que simplesmente diz que matou Jesus. Dois capítulos adicionais dos Anais de Tácito que poderiam ter mencionado Pilatos foram perdidos. Além desses textos, as moedas cunhadas por Pilatos sobreviveram, um anel com seu nome e uma pequena inscrição fragmentária que o nomeia, conhecida como a Pedra de Pilatos, a única inscrição sobre um governador romano da Judeia anterior às Guerras romano-judaicas a sobreviver. As fontes escritas fornecem apenas informações limitadas e cada uma tem seus próprios preconceitos, com os evangelhos em particular fornecendo uma perspectiva teológica em vez de histórica sobre o governador romano.

## Início de carreira
As fontes não dão nenhuma indicação da vida de Pilatos antes de se tornar governador da Judeia. Seu sobrenome Pilatos pode significar "habilidoso com o dardo" (pilum), mas também pode se referir ao "píleo" ou "barrete frígio", possivelmente indicando que um dos seus ancestrais era um liberto. Se significa "habilidoso com o dardo", é possível que tenha conquistado o cognome para si enquanto servia no exército romano; também é possível que seu pai tenha adquirido o cognome por meio de habilidade militar. Nos Evangelhos de Marcos e João, ele é chamado apenas por seu cognome, que Marie-Joseph Ollivier entende como sendo esse o nome pelo qual era geralmente conhecido na linguagem comum. O nome Pôncio indica que ele pertencia à família Pôncio, uma família bem conhecida de origem samnita que deu origem a vários indivíduos importantes no final da República e no início do Império. Como todos, exceto um outro governador da Judeia, Pilatos era da ordem equestre, uma categoria média da nobreza romana. Como um dos Pônticos atestados, Pôncio Áquila, um assassino de Júlio César, era um Tribuno da plebe, a família deve ter sido originalmente de origem plebeia. Eles se tornaram enobrecidos como cavaleiros.
Pilatos provavelmente era educado, um tanto rico e bem relacionado politicamente e socialmente. Ele provavelmente era casado, mas a única referência existente à sua esposa está na Bíblia, na qual ela lhe diz para não envolver-se com a condenação de Jesus depois que ela teve um sonho perturbador (Mateus 27:19). De acordo com o cursus honorum estabelecido por Augusto para titulares de cargos de categoria equestre, Pilatos teria tido um comando militar antes de se tornar prefeito da Judeia; Alexander Demandt especula que isso poderia ter sido com uma legião estacionada no Rio Reno ou no Danúbio. Embora seja provável que Pilatos tenha servido no exército, não é certo.

## Governo da Judeia

Mapa da província da Judeia durante o governo de Pilatos no primeiro século

Pilatos serviu como o quinto governador da província romana da Judeia, durante o reinado do imperador Tibério, sucedendo Valério Grato. O cargo de governador da Judeia era relativamente de baixo prestígio e nada se sabe de como ele o obteve. Josefo afirma que ele governou por 10 anos, período tradicionalmente datado entre 26 a 36–37, tornando-o um dos dois governadores mais antigos da província. Daniel R. Schwartz e Kenneth Lönnqvist argumentam que a datação tradicional do início do governo de Pilatos é baseada em um erro de Josefo; Schwartz argumenta que foi nomeado em 19, enquanto Lönnqvist defende 17–18. Essa hipótese não foi amplamente aceita por outros estudiosos. Como Tibério se retirou para a ilha de Cápri em 26, estudiosos como E. Stauffer argumentaram que Pilatos pode ter sido nomeado pelo poderoso prefeito pretoriano Sejano, que foi executado por traição em 31. Outros estudiosos lançaram dúvidas sobre qualquer ligação entre ele e Sejano.
O título de prefeito de Pilatos implica que seus deveres eram principalmente militares; no entanto, as suas tropas eram mais uma polícia do que uma força militar, e seus deveres se estendiam além dos assuntos militares. Como governador romano, ele era o chefe do sistema judicial. Ele tinha o poder de infligir a pena de morte e era responsável pela coleta de tributos e impostos e pelo desembolso de fundos, incluindo a cunhagem de moedas. Como os romanos permitiam certo grau de controle local, Pilatos compartilhava uma quantidade limitada de poder civil e religioso com o sinédrio judeu.
Também estava subordinado ao legado da Síria; no entanto, durante os primeiros seis anos em que ocupou o cargo, a Síria não teve um legado, algo que Helen Bond acredita ter apresentado dificuldades a Pilatos. Ele parece ter sido livre para governar a província como quisesse, com a intervenção do legado da Síria somente no final de seu mandato. Como outros governadores romanos da Judeia, Pilatos fez sua residência principal em Cesareia, indo a Jerusalém principalmente para as grandes festas a fim de manter a ordem. Ele também teria percorrido a província para ouvir casos e administrar justiça.
Como governador, Pilatos tinha o direito de nomear o sumo sacerdote de Israel e também controlava oficialmente as investiduras do sumo sacerdote na Fortaleza Antônia. Ao contrário de seu antecessor, Valério Grato, Pilatos manteve o mesmo sumo sacerdote, Caifás, por todo o seu mandato. Caifás seria destituído após a destituição de Pilatos do governo. Isso indica que Caifás e os sacerdotes saduceus eram aliados confiáveis do governador. Além disso, Maier argumenta que ele não poderia ter usado o tesouro do templo para construir um aqueduto, conforme registrado por Josefo, sem a cooperação dos sacerdotes. Da mesma forma, Helen Bond argumenta que Pilatos é retratado trabalhando em estreita colaboração com as autoridades judaicas na execução de Jesus. Jean-Pierre Lémonon argumenta que a cooperação oficial com Pilatos foi limitada aos saduceus, observando que os fariseus estão ausentes dos relatos do evangelho sobre a prisão e o julgamento de Jesus.
Daniel Schwartz considera a passagem de Lucas 23:12, onde é declarado que Pilatos teve um relacionamento difícil com o rei judeu da Galileia Herodes Antipas, como potencialmente histórico. Ele também encontra informações históricas de que seu relacionamento se recuperou após a execução de Jesus. Com base em João 19:12, é possível que o governador tivesse o título de "amigo de César" (latim: amicus Caesaris, grego antigo: φίλος τοῦ Kαίσαρος), título também detido pelos reis judeus Herodes Agripa I e Herodes Agripa II e por conselheiros próximos do imperador. Tanto Daniel Schwartz quanto Alexander Demandt não consideram essa informação especialmente provável.

### Incidentes com os judeus
Vários distúrbios durante o seu governo são registrados nas fontes. Em alguns casos, não está claro se eles podem estar se referindo ao mesmo evento, e é difícil estabelecer uma cronologia de eventos para o governo de Pilatos. Joan Taylor argumenta que ele tinha uma política de promover o culto imperial, o que pode ter causado alguns atritos com seus súditos judeus. Schwartz sugere que todo o mandato de Pilatos foi caracterizado por "uma contínua tensão subjacente entre governador e governados, de vez em quando estourando em breves incidentes".
Conforme escreveu Josefo em A Guerra dos Judeus e Antiguidades Judaicas, Pilatos ofendeu os judeus movendo os estandartes imperiais com a imagem de César para Jerusalém. Isso resultou em uma multidão de judeus cercando a sua casa em Cesareia por cinco dias. Ele então os convocou para uma arena, onde os soldados romanos os atacariam. Mas os judeus mostraram tão pouco medo da morte que Pilatos cedeu e removeu os estandartes. Bond argumenta que o fato de Josefo dizer que Pilatos trouxe os estandartes à noite, mostra que ele sabia que as imagens do imperador seriam ofensivas. "A história soa como um novo governador vendo o que ele pode fazer e subestimando completamente a força da opinião local quando se trata de imagens esculpidas.” Ao mesmo tempo, observa Bond, a história mostra sua disposição de recuar e respeitar a opinião pública. Ela data esse incidente no início do mandato de Pilatos como governador. Daniel Schwartz e Alexander Demandt sugerem que este evento é de fato idêntico ao "incidente com os escudos" relatado por Fílon na Embaixada em Gaio, uma identificação feita pela primeira vez pelo historiador da igreja primitiva Eusébio. Lémonon, no entanto, argumenta contra essa identificação.
De acordo com a Embaixada em Gaio de Fílon, Pilatos ofendeu a lei judaica ao trazer escudos de ouro para Jerusalém e colocá-los no palácio de Herodes. Os filhos de Herodes, o Grande, pediram-lhe para remover os escudos, mas ele recusou. Eles então ameaçaram fazer uma petição ao imperador, uma ação que Pilatos temia expor os crimes que ele havia cometido no cargo. Tibério recebeu a petição e repreendeu Pilatos com raiva, ordenando-lhe que removesse os escudos. Helen Bond, Daniel Schwartz e Warren Carter argumentam que a representação de Fílon é amplamente estereotipada e retórica, retratando Pilatos com as mesmas palavras de outros oponentes da lei judaica, enquanto retrata Tibério como justo e apoiador da lei judaica. Não está claro por que os escudos ofendiam a lei judaica: é provável que contivessem uma inscrição referindo-se a Tibério como "divi Augusti filius" (filho do divino Augusto). Bond data o incidente em 31, algum tempo depois da morte de Sejano em 17 de outubro.
Em outro incidente registrado em A Guerra dos Judeus e Antiguidades Judaicas, Josefo relata que o governador ofendeu os judeus ao usar o tesouro do templo (korbanos) para pagar um novo aqueduto para Jerusalém. Quando um turbilhão de protestantes se formou enquanto Pilatos estava visitando Jerusalém, ele ordenou que suas tropas os espancassem com porretes; muitos morreram pelos golpes ou por serem pisoteados por cavalos, e a multidão se dispersou. A data do incidente é desconhecida, mas Bond argumenta que deve ter ocorrido entre 26 e 30 ou 33, com base na cronologia de Josefo.
O Evangelho de Lucas menciona uma passagem sobre os galileus "cujo sangue Pilatos misturou com os seus sacrifícios" (Lucas 13:1). Esta referência foi interpretada de várias maneiras como se referindo a um dos incidentes registrados por Josefo, ou a um incidente inteiramente desconhecido. Bond argumenta que o número de galileus mortos não parece ter sido particularmente alto. Na opinião de Bond, a referência a "sacrifícios" provavelmente significa que esse acontecimento ocorreu na Páscoa em alguma data desconhecida. Ela argumenta que "não é apenas possível, mas bastante provável que o governo de Pilatos contivesse muitos desses surtos breves de problemas sobre os quais nada sabemos. A insurreição em que Barrabás foi apanhado, se histórica, pode muito bem ser outro exemplo".

### Julgamento e execução de Jesus
Na Páscoa provavelmente do ano 30 ou 33, Pôncio Pilatos condenou Jesus de Nazaré à morte por crucificação em Jerusalém. As principais fontes sobre a crucificação são os quatro Evangelhos canônicos, cujos relatos variam. Helen Bond argumenta:
As descrições de Pilatos pelos evangelistas foram moldadas em grande medida por suas próprias preocupações teológicas e apologéticas particulares. [...] Acréscimos lendários ou teológicos também foram feitos à narrativa [...] Apesar das extensas diferenças, no entanto, há um certo acordo entre os evangelistas quanto aos fatos básicos, um acordo que pode muito bem ir além da dependência literária e refletem eventos históricos reais.

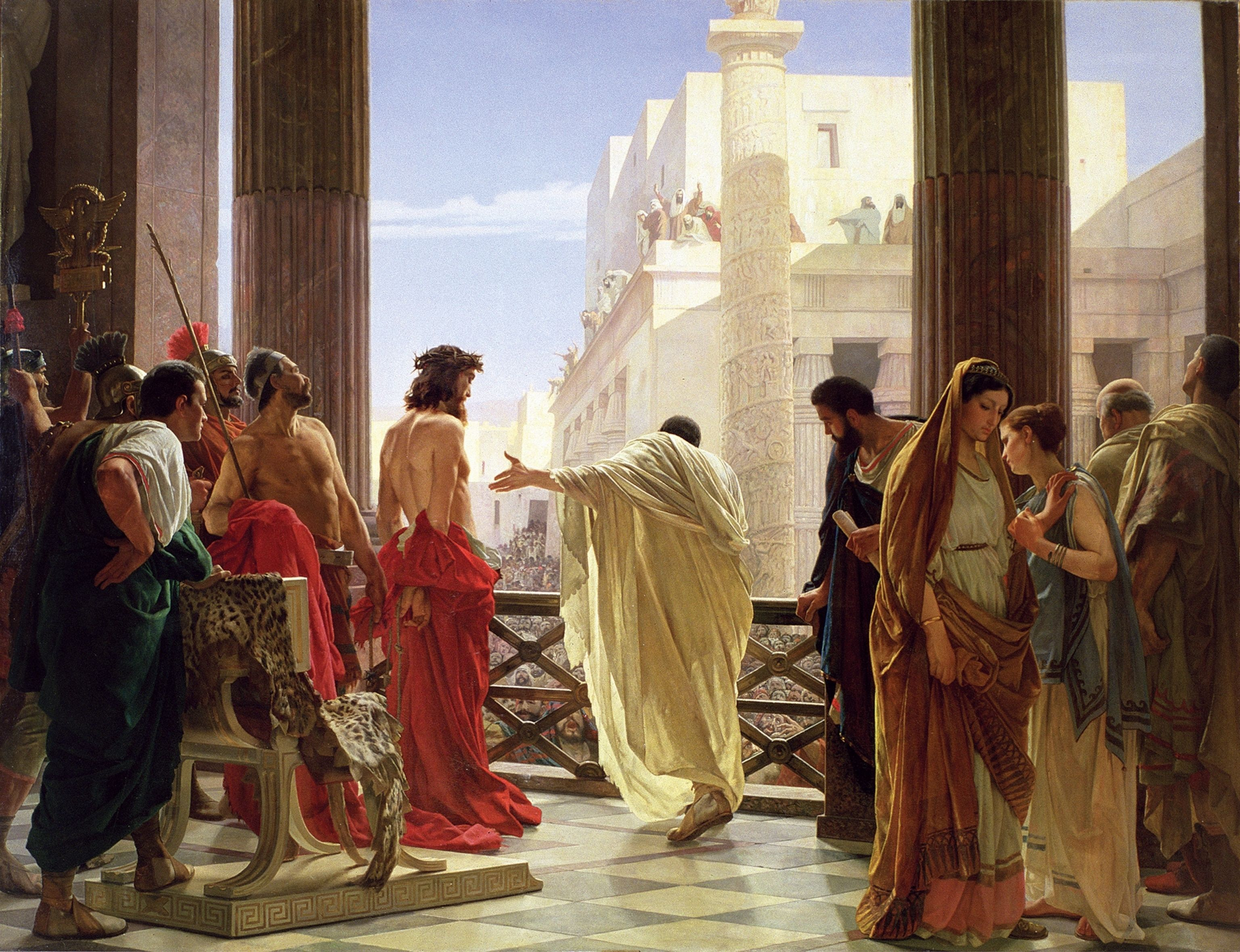
Ecce Homo ("Eis o homem"), pintura de Antonio Ciseri, representando a apresentação de Jesus Cristo por Pilatos à população de Jerusalém.

O papel do governador romano na condenação de Jesus à morte também é atestado pelo historiador romano Tácito, que, ao relatar a perseguição de Nero aos cristãos, explica: "[Cristo], de quem o nome teve sua origem, sofreu a pena extrema durante o reinado de Tibério nas mãos de um de nossos procuradores, Pôncio Pilatos, e uma superstição mais perniciosa, assim contida no momento, novamente irrompeu não apenas na Judeia, a primeira fonte do mal, mas também em Roma [...]" (Tácito, Anais). Embora sua autenticidade às vezes tenha sido questionada, a maioria dos estudiosos afirma que a passagem é autêntica. Josefo parece também ter mencionado a execução de Jesus por Pilatos a pedido de judeus proeminentes (Antiguidades Judaicas), na passagem conhecida como Testimonium Flavianum. Quase todos os estudiosos modernos rejeitam a autenticidade desta passagem em sua forma atual, enquanto a maioria dos estudiosos, no entanto, afirmam que ela contém um núcleo autêntico referenciando a execução de Jesus por Pilatos, que foi então sujeita a interpolação ou alteração cristã. Discutindo a escassez de menções extra-bíblicas da crucificação, Alexander Demandt argumenta que a execução de Jesus provavelmente não foi vista como um evento particularmente importante pelos romanos, já que muitas outras pessoas foram crucificadas na época e esquecidas. Nas epístolas de Inácio aos Trálios e aos Esmirniotas, o autor atribui a perseguição de Jesus sob o governo de Pilatos. Inácio ainda data o nascimento, paixão e ressurreição de Jesus durante o governo em sua Epístola aos Magnesianos. Inácio enfatiza todos esses eventos em suas epístolas como fatos históricos.
Bond argumenta que a prisão de Jesus foi feita com o conhecimento e envolvimento anterior de Pilatos, com base na presença de uma corte romana de 500 homens entre a parte que prendeu Jesus em João 18:3. Demandt descarta a ideia de que Pilatos estava envolvido. Em geral, presume-se, com base no testemunho unânime dos evangelhos, que o crime pelo qual Jesus foi levado ao governador e executado foi a sedição, fundamentada em sua afirmação de ser o "Rei dos Judeus". Ele pode ter julgado Jesus de acordo com o cognitio extra ordinem, uma forma de julgamento por pena de morte usada nas províncias romanas e aplicada a cidadãos não romanos que deu ao prefeito maior flexibilidade para lidar com o caso. Todos os quatro evangelhos também mencionam que Pilatos tinha o costume de libertar um cativo em homenagem à festa da Páscoa; este costume não é atestado em nenhuma outra fonte. Os historiadores discordam sobre se tal costume é ou não um elemento fictício dos evangelhos, reflete a realidade histórica ou talvez represente uma única anistia no ano da crucificação de Jesus.
A representação de Pilatos nos Evangelhos é "amplamente assumida" como divergindo muito daquela encontrada em Josefo e Fílon, visto que ele é retratado como relutante em executar Jesus e pressionado a fazê-lo pela multidão e pelas autoridades judaicas. John P. Meier observa que em Josefo, em contraste, "Pilatos sozinho [...] condena Jesus à cruz." Alguns estudiosos acreditam que os relatos dos Evangelhos são completamente indignos de confiança. S. G. F. Brandon argumentou que, na realidade, em vez de vacilar ao condenar Jesus, Pilatos o executou sem hesitação como um rebelde. Paul Winter explicou a discrepância entre Pilatos em outras fontes e o governador nos evangelhos argumentando que os cristãos estavam cada vez mais ansiosos para retratar Pôncio Pilatos como testemunha da inocência de Jesus, à medida que aumentava a perseguição aos cristãos pelas autoridades romanas. Bart Ehrman argumenta que o Evangelho mais antigo, Marcos, mostra que os judeus e Pilatos estavam de acordo sobre a execução de Jesus (Marcos 15:15), enquanto os últimos evangelhos reduzem progressivamente a sua culpabilidade, culminando com Pilatos permitindo que os judeus crucificassem Jesus em João (João 18:16). Ele conecta essa mudança ao aumento do "antijudaísmo". Outros acadêmicos tentaram explicar o comportamento do governador nos Evangelhos como motivado por uma mudança de circunstâncias daquela mostrada em Josefo e Fílon, geralmente pressupondo uma conexão entre a cautela de Pilatos e a morte de Sejano. No entanto, outros estudiosos, como Brian McGing e Bond, argumentaram que não há discrepância real entre o comportamento de Pilatos narrada por Josefo e Fílon e o dos Evangelhos. Warren Carter argumenta que é retratado como habilidoso, competente e manipulador da multidão em Marcos, Mateus e João, apenas encontrando Jesus inocente e executando-o sob pressão em Lucas. O filósofo italiano Giorgio Agamben dá um motivo preliminar sobre como o governador é retratado nos evangelhos: Pilatos é, talvez mais do que Tibério, a única figura a dar testemunho histórico dos eventos messiânicos ligados a Jesus; aliás, o cuidado com o qual os evangelistas tratam de definir as hesitações e mudanças de opinião do prefeito da Judeia aponta, segundo Agamben, para "algo parecido com a intenção de construir um personagem, com psicologia e idiomatismos próprios".
Para alguns historiadores, todo o julgamento é inverossímil, distante das práticas das autoridades romanas na Palestina. Gabriele Cornelli diz: "Jesus não era uma pessoa importante na época, era mais um pregador que vinha da distante Galileia. O mais provável é que ele nem sequer tenha sido julgado, mas, em vez disso, condenado sumariamente à morte". Segundo ele, a passagem do julgamento no Novo Testamento foi escrita com o propósito de orientar os primeiros cristãos a como se portar diante dos sacerdotes e dos romanos. André Chevitarese concorda: "Os evangelhos devem ser lidos não como uma reportagem, mas como um programa teológico com fundo histórico". Ele defende que os autores dos evangelhos, que foram escritos entre 40 e 80 anos após a morte de Jesus — e, portanto depois que os romanos destruíram Jerusalém — utilizaram a narração do julgamento de Jesus para reforçar a cisão entre cristãos e judeus. "Isso era fundamental para afirmar os preceitos da nova religião, e, ao mesmo tempo, não cutucar o Império Romano, com o qual o cristianismo teria de conviver". Essa análise dos relatos explicaria porque Pilatos é retratado de modo tão brando nos quatro evangelhos. Chevitarese argumenta que "até a mulher dele tenta influenciar o julgamento, a favor de Jesus. Tudo para construir a imagem de um Pilatos bonzinho e não o típico governante romano que estava lá para fazer valer a lei e a ordem".

### Destituição e vida posterior
De acordo com as Antiguidades Judaicas de Josefo, a remoção de Pilatos como governador ocorreu depois que ele massacrou um grupo de samaritanos armados em uma vila chamada Tiratana, perto do Monte Gerizim, onde esperavam encontrar artefatos que haviam sido enterrados por Moisés. Alexander Demandt sugere que o líder desse movimento pode ter sido Dositeu, uma figura semelhante a um messias entre os samaritanos, que era conhecido por ter atuado nessa época. Os samaritanos, alegando não estarem armados, reclamaram com Lúcio Vitélio, o Velho, o governador da Síria (mandato 35-39), que mandou Pilatos de volta a Roma para ser julgado por Tibério. O imperador, entretanto, havia morrido antes de sua chegada. Tibério morreu em Miseno em 16 de março de 37, em seu septuagésimo oitavo ano (Tácito, Anais). Isso data o fim do governo de Pilatos em 36–37, sendo sucedido por Marcelo.
Após a morte de Tibério, a audiência de Pilatos teria sido tratada pelo novo imperador Calígula. Não está claro se alguma audiência ocorreu, já que os novos imperadores frequentemente descartavam questões jurídicas pendentes de reinados anteriores. O único resultado seguro do retorno de Pilatos a Roma é que ele não foi reintegrado como governador da Judeia, seja porque a audiência foi ruim ou porque ele não queria voltar. J. P. Lémonon argumenta que o fato de Pilatos não ter sido reintegrado por Calígula não significa que seu julgamento tenha ido mal, mas pode simplesmente ter sido porque, após dez anos no cargo, era hora de ele assumir um novo posto. Joan Taylor, por outro lado, argumenta que o governador parece ter encerrado sua carreira em desgraça, usando seu retrato nada lisonjeiro em Fílon, escrito apenas alguns anos após sua demissão, como prova.

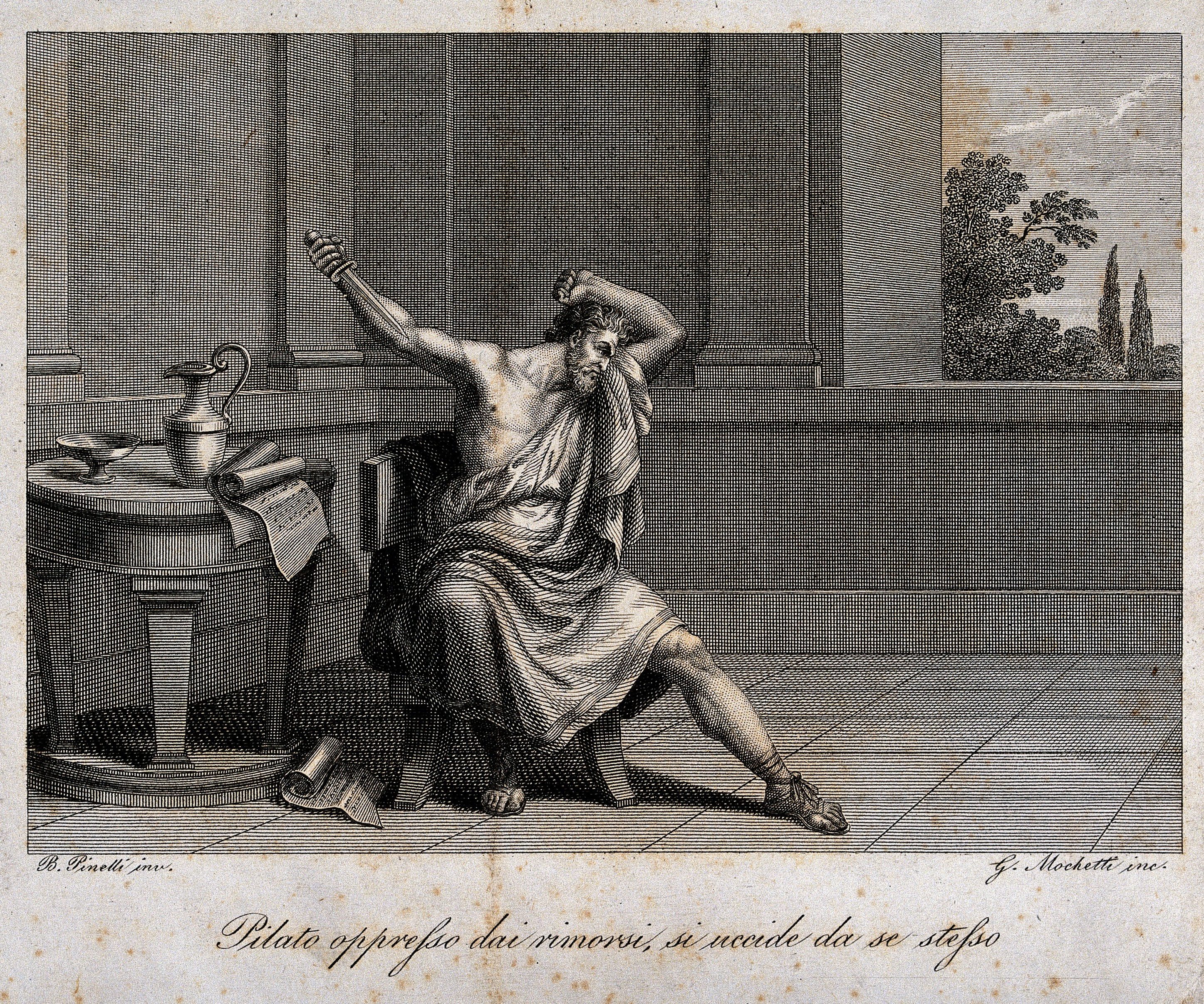
Pilatos, arrependido, prestes a cometer suicídio. Gravura de G. Mochetti segundo B. Pinelli, início do século XIX

O historiador cristão Eusébio (História Eclesiástica), escrevendo no início do século IV, afirma que "a tradição relata que" Pilatos cometeu suicídio depois de ser chamado de volta a Roma devido à desgraça em que se encontrava. Ele data o acontecimento no ano 39. Paul Maier observa que nenhum outro registro sobrevivente corrobora o suicídio de Pilatos, que se destina a documentar a ira de Deus pelo papel de Pilatos na crucificação, e que Eusébio afirma explicitamente que a "tradição" é sua fonte, indicando que ele teve problemas para documentar o suposto suicídio do governador. Daniel Schwartz, no entanto, argumenta que as alegações de Eusébio "não devem ser rejeitadas levianamente". Mais informações sobre o destino potencial de Pôncio Pilatos podem ser obtidas em outras fontes. O filósofo pagão do século II Celso perguntou polemicamente por que, se Jesus era Deus, ele não puniu Pilatos, indicando que ele não acreditava que o governador cometeu suicídio vergonhosamente. Respondendo a Celso, o apologista cristão Orígenes, escrevendo c. 248, argumentou que nada de ruim aconteceu a ele, porque os judeus — e não o governador — foram os responsáveis pela morte de Jesus; ele, portanto, também presumiu que Pilatos não teve uma morte vergonhosa. O suposto suicídio de Pilatos também não foi mencionado por Josefo, Fílon ou Tácito. Maier argumenta que "com toda probabilidade, então, o destino de Pôncio Pilatos estava claramente na direção de um funcionário do governo aposentado, um ex-magistrado romano, do que em qualquer coisa mais desastrosa". Taylor observa que Fílon discute Pilatos como se ele já estivesse morto na "Embaixada em Gaio", embora ele esteja escrevendo apenas alguns anos após a posse de Pilatos como governador.

## Arqueologia e moedas cunhadas

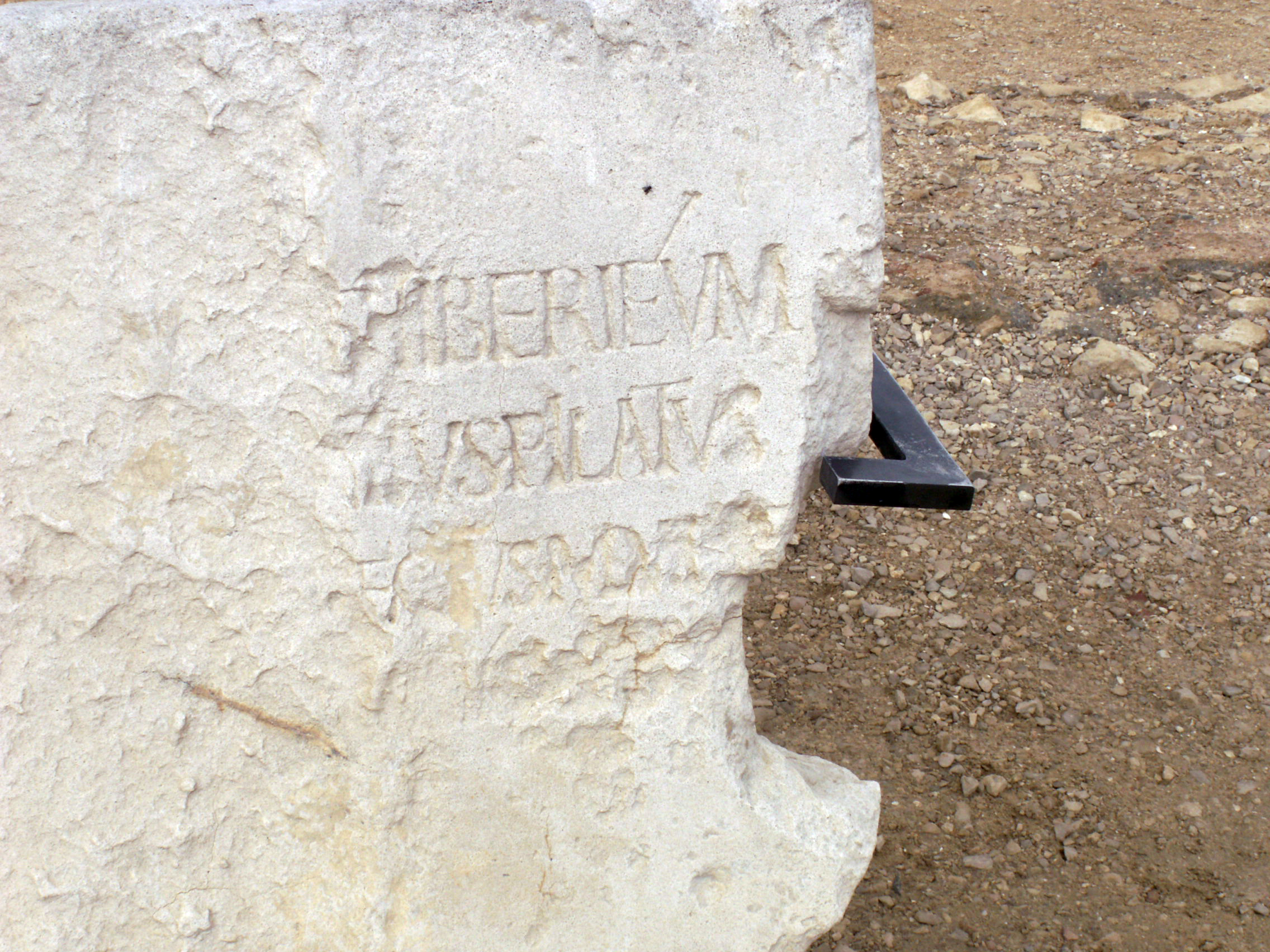
A chamada Pedra de Pilatos. As palavras TIVS PILATVS podem ser vistas claramente na segunda linha

A respeito dos achados arqueológicos que se referem a Pôncio Pilatos, em 1961 uma pedra conhecida como "Pedra de Pilatos" foi encontrada em Cesareia, sendo evidências concretas sobre sua existência. A inscrição (parcialmente reconstruída) é a seguinte:
S TIBERIÉVM
PONTIVS PILATVS
PRAEFECTVS IVDAEAE
É provável que a “Pedra de Pilatos” tenha servido originalmente como placa de dedicação para outra estrutura. Vardaman traduz "livremente" da seguinte maneira: "Tiberium [? Dos cesarianos?] Pôncio Pilatos, prefeito da Judeia [.. deu?]". A natureza fragmentária da inscrição levou a algumas divergências sobre a reconstrução correta, de modo que "além do nome e do título de Pilatos, a inscrição não está clara". Originalmente, a inscrição teria incluído uma carta abreviada para os prenomes de Pilatos (por exemplo, T. para Tito ou M. para Marcus). A pedra atesta o título de prefeito de Pilatos e a inscrição parece referir-se a algum tipo de edifício chamado Tiberieum, uma palavra não atestada, mas seguindo um padrão de nomear edifícios sobre imperadores romanos. Bond argumenta que não podemos ter certeza de que tipo de edifício a inscrição se refere. G. Alföldy argumentou que era algum tipo de edifício secular, ou seja, um farol, enquanto Joan Taylor e Jerry Vardaman argumentaram que era um templo dedicado a Tibério.
Uma segunda inscrição, que já se perdeu, foi historicamente associada a Pôncio Pilatos. Era uma inscrição fragmentada e sem data em um grande pedaço de mármore registrado em Améria, um vilarejo na Úmbria, Itália. A inscrição dizia o seguinte:
PILATVS
IIII VIR
QVINQ
Os únicos itens claros do texto são os nomes "Pilatos" e o título Duúnviro ("IIII VIR"), um tipo de funcionário municipal responsável por conduzir um censo a cada cinco anos. A inscrição foi encontrada anteriormente fora da igreja de Santos Secundo, onde foi copiada de um suposto original. Na virada do século XX, geralmente era considerado falso, uma falsificação em apoio a uma lenda local de que Pôncio Pilatos morreu no exílio em Améria. Os estudiosos mais recentes Alexander Demandt e Henry MacAdam acreditam que a inscrição é genuína, mas atesta uma pessoa que simplesmente tinha o mesmo cognome de Pôncio Pilatos. MacAdam argumenta que "é muito mais fácil acreditar que essa inscrição fragmentária levou à lenda da associação de Pôncio Pilatos com a aldeia italiana de Améria [...] do que pressupor que alguém forjou a inscrição há dois séculos — de forma bastante criativa, ao que parece — para fornecer substância para a lenda".

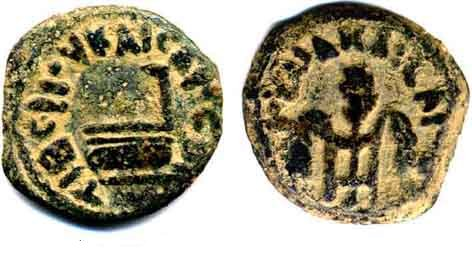
Moeda de bronze cunhada por Pôncio Pilatos

Como governador, era o responsável pela cunhagem de moedas na província; ele parece tê-las cunhado possivelmente entre 29 e 32, portanto, quarto, quinto e sexto ano de seu governo. As moedas pertencem a um tipo chamado "perutah", medido entre 13,5 e 17 milímetros, foram cunhadas em Jerusalém e são feitas de forma bastante rústica. Moedas anteriores liam-se "ΙΟΥΛΙΑ ΚΑΙΣΑΡΟΣ" no anverso e "ΤΙΒΕΡΙΟΥ ΚΑΙΣΑΡΟΣ" no verso, referindo-se ao imperador Tibério e sua mãe Lívia (Julia Augusta). Após a morte de Lívia, as moedas apenas diziam "ΤΙΒΕΡΙΟΥ ΚΑΙΣΑΡΟΣ". Como era típico das moedas romanas cunhadas na Judéia, elas não tinham um retrato do imperador, embora incluíssem alguns desenhos pagãos.
As tentativas de identificar o aqueduto atribuído ao governador por Josefo datam do século XIX. Em meados do século XX, A. Mazar o identificou provisoriamente como o aqueduto Arrub, que trouxe água das Piscinas de Salomão para Jerusalém, uma identificação apoiada em 2000 por Kenneth Lönnqvist. Lönnqvist observa que o Talmude (Lamentações Rabá 4.4) registra a destruição de um aqueduto das Piscinas de Salomão pelos sicários, um grupo de fanáticos zelotes religiosos, durante a Primeira guerra judaico-romana (66-73); ele sugere que, se o aqueduto tivesse sido financiado pelo tesouro do templo, conforme registrado por Josefo, isso poderia explicar o fato de os sicários mirarem nesse aqueduto em particular.
Em 2018, uma inscrição em um anel de vedação de liga de cobre fino foi descoberta usando técnicas modernas de escaneamento. A inscrição diz ΠΙΛΑΤΟ (Υ) (Pilato (u)), que significa "de Pilatos", acompanhado por uma imagem de um recipiente de vinho. O nome Pilatos é raro, então o anel pode ser associado a Pôncio Pilatos; no entanto, dado o material barato, é improvável que ele o tivesse. É possível que o anel tenha pertencido a outro indivíduo chamado Pilatos, ou que tenha pertencido a alguém que trabalhou para Pôncio Pilatos. Ele foi encontrado durante escavações arqueológicas feitas em 1968, dirigidas pelo arqueólogo Gideon Foerster, em uma seção da tumba e palácio de Herodes em Heródio.

## Textos apócrifos e lendas
Devido ao seu papel no julgamento de Jesus, Pilatos se tornou uma figura importante na propaganda pagã e cristã no final da Antiguidade. Talvez os primeiros textos apócrifos atribuídos a ele sejam denúncias do cristianismo e de Jesus que afirmam ser o relatório de Pilatos sobre a crucificação. De acordo com Eusébio (História Eclesiástica), esses textos foram distribuídos durante a perseguição aos cristãos conduzida pelo imperador Maximino II (reinou em 308 até 313). Nenhum desses textos sobreviveu, mas Tibor Grüll argumenta que seu conteúdo pode ser reconstruído a partir de textos apologéticos cristãos.
Tradições positivas sobre o governador são frequentes no cristianismo oriental, particularmente no Egito e na Etiópia, enquanto as tradições negativas predominam no cristianismo ocidental e bizantino. Além disso, as tradições cristãs anteriores o retratam de forma mais positiva do que as posteriores, uma mudança que Ann Wroe sugere refletir o fato de que, após a legalização do Cristianismo no Império Romano pelo Édito de Milão (312), não era mais necessário evitar as críticas de Pilatos (e por extensão do Império Romano) por seu papel na crucificação de Jesus contra os judeus. Bart Ehrman, por outro lado, argumenta que a tendência da Igreja Primitiva de exonerar Pilatos e culpar os judeus antes dessa época reflete um crescente "antijudaísmo" entre os primeiros cristãos. O primeiro atestado de uma tradição positiva sobre ele vem do autor cristão do final do primeiro e início do segundo século, Tertuliano, que, alegando ter visto o relatório de Pilatos a Tibério, afirma que o governador "já havia se tornado um cristão em sua consciência". Uma referência anterior aos registros de Pilatos do julgamento de Jesus foi feita pelo apologista cristão Flávio Justino por volta de 160. Tibor Grüll acredita que isso poderia ser uma referência aos registros reais de Pilatos, mas outros estudiosos argumentam que Justin simplesmente inventou os registros como uma fonte na suposição de que eles existiram sem nunca ter verificado sua existência.

### Apócrifos do Novo Testamento
A partir do século IV, um grande corpo de textos apócrifos cristãos se desenvolveu a respeito de Pilatos, constituindo um dos maiores grupos de Apócrifos do Novo Testamento sobreviventes. Originalmente, esses textos serviram tanto para aliviá-lo da culpa pela morte de Jesus quanto para fornecer registros mais completos de seu julgamento. O apócrifo Evangelho de Pedro o exonera completamente da crucificação, que em vez disso é realizada por Herodes. Além disso, o texto deixa explícito que, enquanto o governador lava as mãos da culpa, nem os judeus nem Herodes o fazem. O Evangelho inclui uma cena em que os centuriões que guardavam o túmulo de Jesus relatam a Pilatos que ele ressuscitou.
O fragmentário maniqueísta Evangelho de Mani, do terceiro século, mostra o governador a referir-se a Jesus como "o Filho de Deus" e a dizer aos seus centuriões para "guardar este segredo".
Na versão mais comum da narrativa da paixão no apócrifo Evangelho de Nicodemos (também chamado de Atos de Pilatos), ele é retratado como forçado a executar Jesus pelos judeus e como perturbado por ter feito isso. Uma versão afirma ter sido descoberta e traduzida por um judeu convertido chamado Ananias, retratando-se como os registros judaicos oficiais da crucificação. Outro alega que os registros foram feitos pelo próprio Pilatos, com base nos relatórios feitos a ele por Nicodemos e José de Arimateia. Algumas versões orientais do Evangelho de Nicodemos afirmam que ele nasceu no Egito, o que provavelmente ajudou a sua popularidade lá. A literatura cristã do governador em torno do Evangelho de Nicodemos inclui pelo menos quinze textos antigos e medievais, chamados de "ciclo de Pilatos", escritos e preservados em várias línguas e versões e lidando principalmente com Pôncio Pilatos. Dois deles incluem relatos supostos feitos por ele ao imperador (sem nome ou nomeado como Tibério ou Cláudio) sobre a crucificação, em que o prefeito relata a morte e ressurreição de Cristo, culpando os judeus. Outro pretende ser uma resposta irada de Tibério, condenando-o por seu papel na morte de Jesus. Outro texto antigo é uma carta apócrifa atribuída a "Herodes" (um personagem composto dos vários Herodes da Bíblia), que afirma responder a uma carta do governador na qual fala de seu remorso pela crucificação de Jesus e de ter tido uma visão do Cristo ressuscitado; "Herodes" pede a Pilatos que ore por ele.
No chamado Livro do Galo, um Evangelho apócrifo da paixão, da antiguidade tardia preservado apenas em Ge'ez (Etíope), mas traduzido do árabe, Pilatos tenta evitar a execução de Jesus enviando-o a Herodes e escrevendo outras cartas argumentando com Herodes para não executá-lo. A família do prefeito romano tornou-se cristã depois que Jesus milagrosamente curou suas filhas da surdez. Ele, no entanto, é forçado a executar Jesus pela multidão cada vez mais furiosa, porém Cristo diz a ele que não o considera responsável. Este livro goza de "um status quase canônico" entre os etíopes Cristãos até hoje e continua a ser lido ao lado dos evangelhos canônicos durante a Semana Santa.

#### Morte
Sete dos textos sobre o prefeito mencionam seu destino após a crucificação: em três, ele se torna uma figura muito positiva, enquanto em quatro ele é apresentado como diabolicamente mau. Uma versão siríaca do século V dos Atos de Pilatos explica a sua conversão como ocorrendo depois que ele culpou os judeus pela morte de Jesus na frente de Tibério; antes de sua execução, Pilatos ora a Deus e se converte, tornando-se um mártir cristão. No Paradosis Pilati grego (c. século V), ele é preso e martirizado como seguidor de Cristo. Sua decapitação é acompanhada por uma voz do céu chamando-o de bem-aventurado e dizendo que ele estará com Jesus na segunda vinda. O Evangelium Gamalielis, possivelmente de origem medieval e preservado em árabe, copta e ge'ez, diz que Jesus foi crucificado por Herodes, enquanto Pilatos era um verdadeiro crente em Cristo que foi martirizado por sua fé; da mesma forma, o Martyrium Pilati, possivelmente medieval e preservado em árabe, copta e ge'ez, retrata Pilatos, bem como sua esposa e dois filhos, como sendo crucificados duas vezes, uma pelos judeus e outra por Tibério, por causa de sua fé.
Além do relatório sobre o suicídio do governador em Eusébio, Grüll observa três tradições apócrifas ocidentais sobre o seu suicídio. Na Cura sanitatis Tiberii (datada em cerca do século V ao VII), o imperador Tibério é curado por uma imagem de Cristo trazida por Santa Verônica, São Pedro então confirma o relato do prefeito sobre os milagres de Jesus, que acaba sendo exilado pelo imperador Nero, após que ele comete suicídio. Uma narrativa semelhante se desenrola na Vindicta Salvatoris (em cerca do século VIII). No Mors Pilati (talvez originalmente do século VI, mas registrado em c. 1300), ele foi forçado a cometer suicídio e seu corpo jogado no Tibre. No entanto, o corpo é cercado por demônios e tempestades, de modo que é removido do Tibre e, em vez disso, lançado no Ródano, onde acontece a mesma coisa. Finalmente, o cadáver é levado para Lausana na Suíça moderna e enterrado em uma cova isolada, onde as visitas demoníacas continuam a ocorrer.

### Lendas posteriores

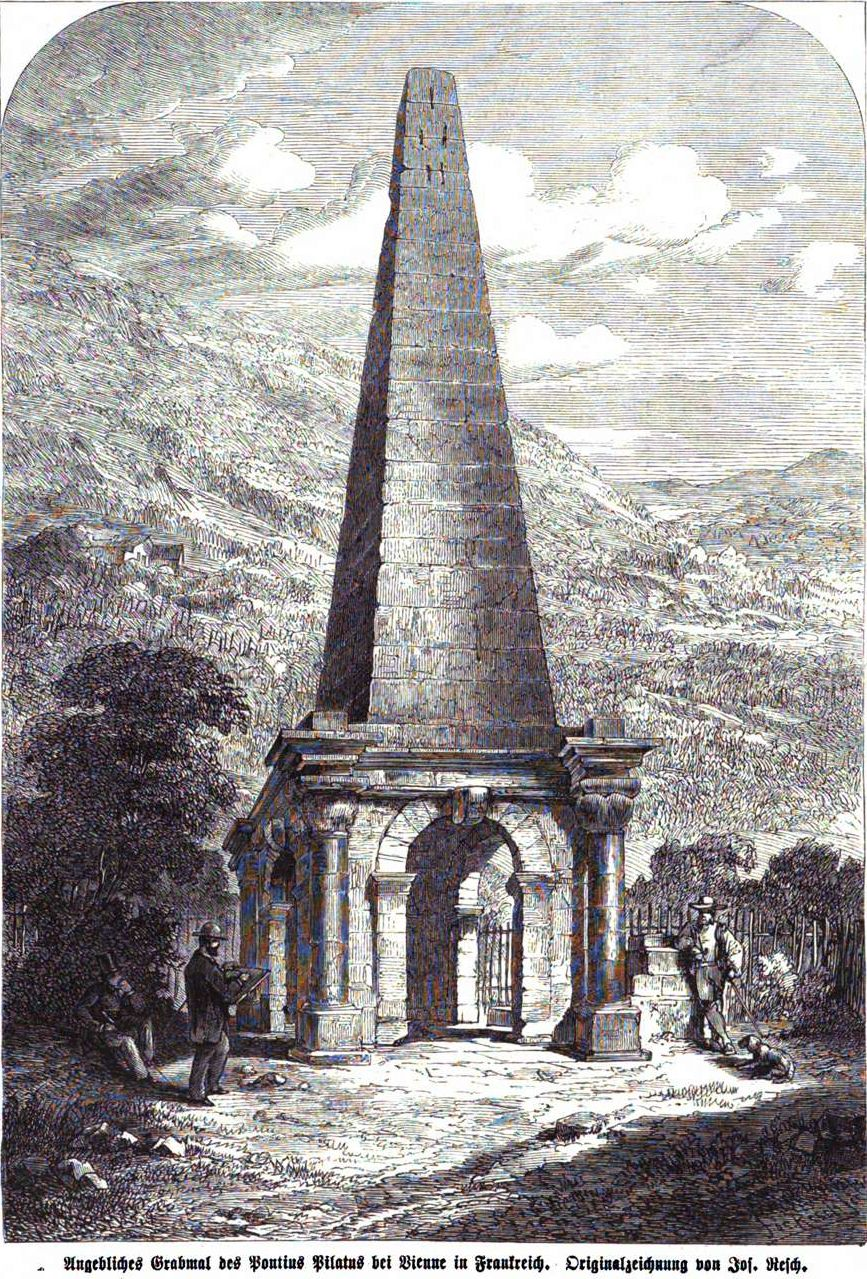
Litografia da suposta tumba de Pôncio Pilatos em Vienne, França. Na verdade, é uma espina decorada de um circo romano

A partir do século XI, biografias lendárias mais extensas de Pilatos foram escritas na Europa Ocidental, acrescentando detalhes às informações fornecidas pela Bíblia e pelos apócrifos. A lenda existe em muitas versões diferentes e era extremamente difundida tanto no latim quanto no vernáculo, e cada versão contém variações significativas, muitas vezes relacionadas a tradições locais.

#### Primeiras "biografias"
A mais antiga biografia lendária existente é o De Pilato de c. 1050, com mais três versões latinas aparecendo em meados do século XII, seguidas por muitas traduções vernáculas. Howard Martin resume o conteúdo geral dessas biografias lendárias da seguinte maneira: um rei que era hábil em astrologia e chamado Atus vivia em Mainz. O rei lê nas estrelas que terá um filho que governará muitas terras, então ele manda trazer a filha de um moleiro chamada Pila, a quem ele engravida; O nome de Pilatos, portanto, resulta da combinação dos nomes Pila com Atus.
Alguns anos depois, Pilatos é levado à corte de seu pai, onde mata seu meio-irmão. Como resultado, ele é enviado como refém para Roma, onde mata outro refém. Como punição, é enviado para a ilha de Pôncio, cujos habitantes ele subjuga, adquirindo assim o nome de Pôncio Pilatos. O rei Herodes fica sabendo dessa conquista e pede-lhe que vá à Palestina para ajudar seu governo ali; Pilatos vem, mas logo usurpa o poder de Herodes.
O julgamento e sentença de Jesus então acontecem como nos evangelhos. O imperador em Roma está sofrendo de uma doença terrível neste momento, e ao ouvir falar dos poderes de cura de Cristo, manda chamá-lo apenas para saber de Santa Verônica que Cristo foi crucificado, mas ela possui um pano com a imagem de seu rosto. Pilatos é levado como prisioneiro com ela a Roma para ser julgado, mas toda vez que o imperador vê Pilatos para condená-lo, sua raiva se dissipa. Isso se revela porque Pilatos está vestindo o casaco de Jesus; quando o casaco é removido, o imperador o condena à morte, mas Pilatos comete suicídio primeiro. O corpo é primeiro jogado no Tibre, mas como causa tempestades, ele é levado para Vienne e depois jogado em um lago nos altos Alpes.
Uma versão importante da lenda de Pilatos é encontrada na Lenda Dourada de Tiago de Voragine (1263–1273), um dos livros mais populares do final da Idade Média. Na Lenda Dourada, Pilatos é retratado como intimamente associado a Judas, primeiro cobiçando a fruta no pomar do pai de Judas, Ruben, e então concedendo a propriedade de Ruben a Judas, depois que ele mata seu próprio pai.

#### Europa Ocidental
Vários lugares na Europa Ocidental têm tradições associadas a Pilatos. As cidades de Vienne na França moderna afirmam ser o seu local de nascimento: Vienne tem uma Maison de Pilate, um Prétoire de Pilate e um Tour de Pilate (do francês: Casa de Pilatos, Pretório de Pilatos e Torre de Pilatos). Uma tradição afirma que foi banido para Vienne, onde uma ruína romana está associada ao seu túmulo; de acordo com outro, Pilatos refugiou-se em uma montanha (agora chamada de Monte Pilatus) na Suíça moderna, antes de por fim cometer suicídio em um lago em seu cume. Esta conexão com o Monte Pilatus é atestada de 1273 em diante, enquanto o Lago Lucerna foi chamado de "Pilatus-See" (Lago Pilatos) a partir do século XIV. Várias tradições também conectaram o governador à Alemanha. Além de Mainz, Bamberga e Hausen também foram reivindicados como seu local de nascimento, enquanto algumas tradições colocam sua morte em Sarre.
A cidade de Tarragona, na moderna Espanha, possui uma torre romana do primeiro século, que, desde o século XVIII, era chamada de "Torre del Pilatos", na qual teria passado seus últimos anos. A tradição pode remontar a uma inscrição em latim mal interpretada na torre. Huesca e Sevilha são outras cidades espanholas associadas a ele. Segundo uma lenda local, o vilarejo de Fortingall, na Escócia, afirma ser o local de nascimento de Pilatos, mas isso é quase certamente uma invenção do século XIX, principalmente porque os romanos não invadiram as ilhas britânicas até 43.

#### Cristianismo oriental
Pilatos também foi objeto de lendas no cristianismo oriental. O cronista bizantino Jorge Cedreno (c. 1100) escreveu que foi condenado por Calígula a morrer por ser deixado ao sol envolto na pele de uma vaca recém-abatida, junto com uma galinha, uma cobra e um macaco. Em uma lenda da Rússia de Quieve, o governador tenta salvar Santo Estêvão da execução; Pilatos, sua esposa e filhos batizaram e enterraram Estêvão em um caixão de prata dourada. Ele então constrói uma igreja em homenagem a Estêvão, Gamaliel e Nicodemos, que juntos foram martirizados. Pilatos morre sete meses depois. No Eslavo Josefo, uma tradução de Josefo do Antigo eslavo eclesiástico, com acréscimos lendários, Pilatos mata muitos seguidores de Jesus, mas o encontra inocente. Depois que Jesus cura a esposa de Pilatos de uma doença fatal, os judeus o subornam com trinta talentos para crucificá-lo.

## Arte e literatura

### Arte visual

#### Arte da antiguidade e início da Idade Média

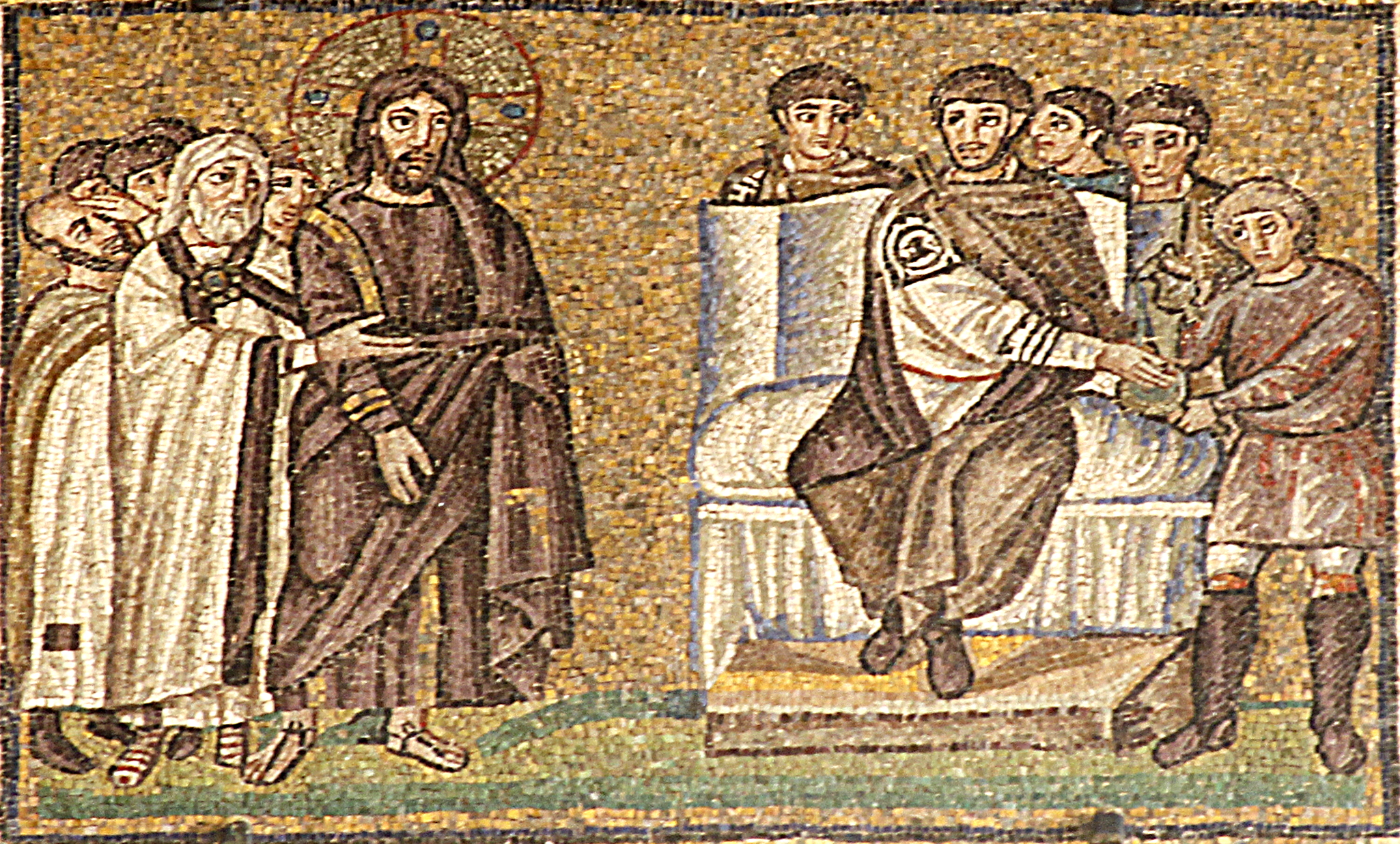
Mosaico de Cristo perante Pôncio Pilatos, Basílica de Santo Apolinário Novo em Ravena, início do século VI. Pilatos lava as mãos em uma tigela segurada por uma figura à direita

Pilatos é uma das figuras mais importantes da arte cristã primitiva; ele frequentemente recebe maior destaque do que o próprio Jesus. Ele está, no entanto, totalmente ausente da arte cristã mais antiga; todas as imagens são posteriores ao imperador Constantino e podem ser classificadas como antiga arte bizantina. Pilatos apareceu pela primeira vez em arte em um sarcófago cristão em 330; nas primeiras representações, é mostrado lavando as mãos sem a presença de Jesus. Em imagens posteriores, lava as mãos de culpa na presença de Jesus. Quarenta e quatro representações de Pilatos são anteriores ao século VI e são encontradas em marfim, em mosaicos, em manuscritos, bem como em sarcófagos. A iconografia de Pilatos como um juiz romano sentado deriva de representações de imperadores romanos, fazendo com que ele assumisse vários atributos de um imperador ou rei, incluindo o assento elevado e as roupas.

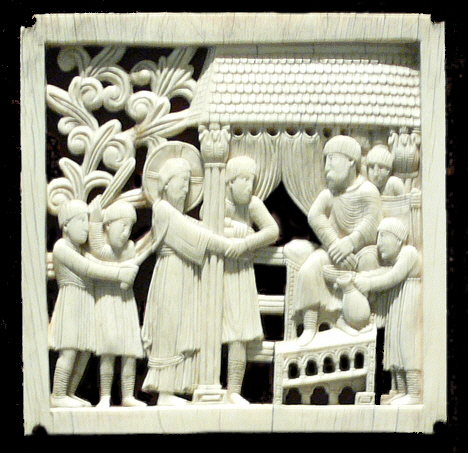
Painel dos Marfins de Magdeburg representando o governador na Flagelação de Cristo, século X

O modelo bizantino mais antigo de retratar Pilatos lavando as mãos continua a aparecer em obras de arte até o século X; a partir do século VII, porém, surge também uma nova iconografia, que nem sempre o mostra lavando as mãos, inclui-o em cenas adicionais e se baseia em modelos medievais contemporâneos e não em modelos romanos. A maioria das representações desse período vêm da França ou da Alemanha, pertencentes à arte carolíngia ou posterior, otoniana, e são principalmente em marfim, com algumas em afrescos, mas não mais em esculturas, exceto na Irlanda. Novas imagens de Pilatos que aparecem neste período incluem representações do Ecce homo, a apresentação de Pilatos do Jesus açoitado à multidão em João 19:5, bem como cenas derivadas do apócrifo Atos de Pilatos. O governador também aparece em cenas como a Flagelação de Cristo, onde não é mencionado na Bíblia.

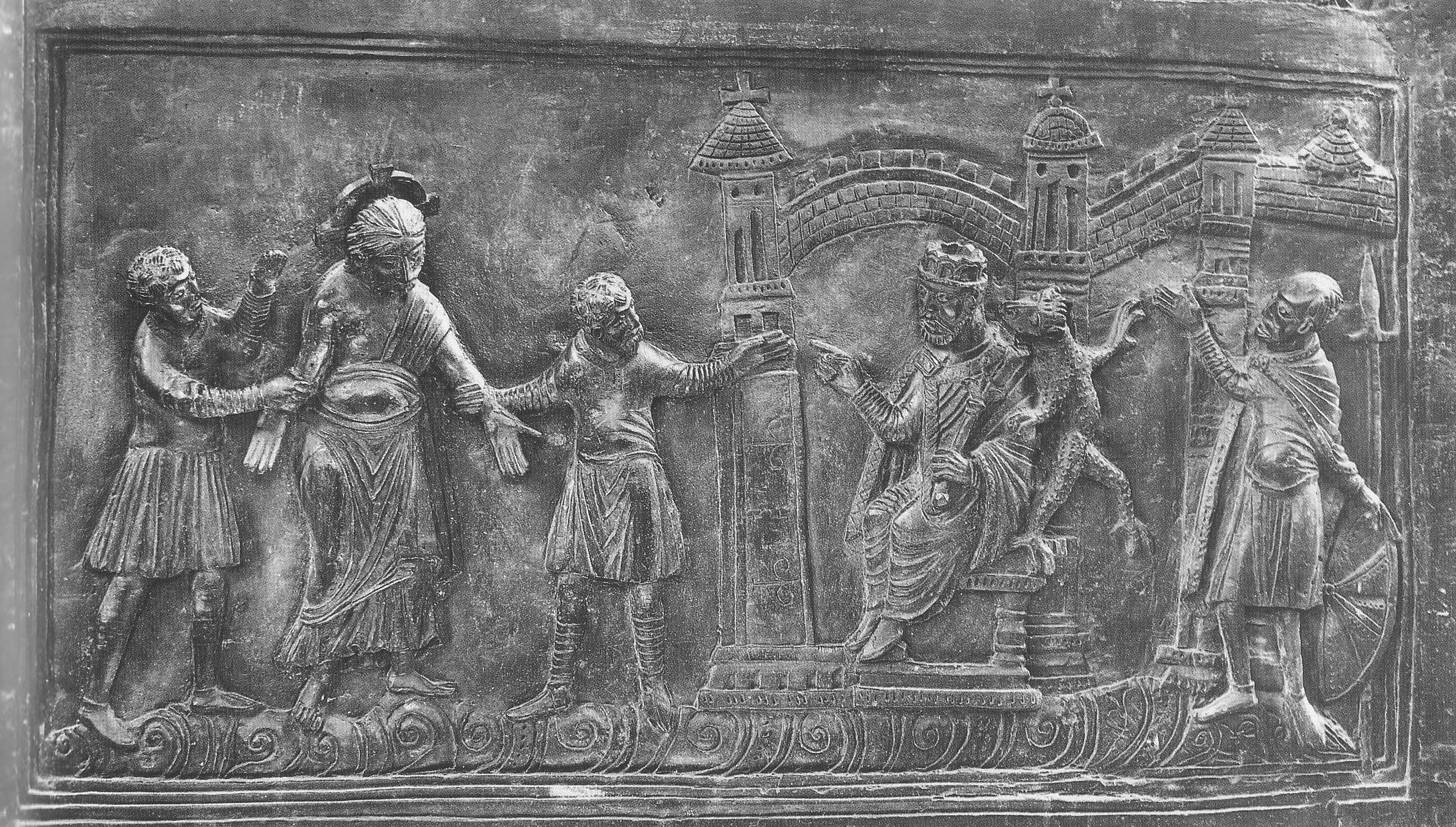
Cristo perante Pilatos nas portas da Catedral de Hildesheim. Um demônio sussurra no ouvido de Pilatos enquanto ele julga Jesus

No século XI as iconografias de Pilatos se espalharam da França e Alemanha para a Grã-Bretanha e mais adiante no Mediterrâneo oriental. Imagens de Pilatos são encontradas em novos materiais, como metal, enquanto ele apareceu com menos frequência em marfim, e continua a ser um assunto frequente de iluminuras de manuscritos de evangelhos e salmos. As representações continuam a ser muito influenciadas pelos Atos de Pilatos, e o número de situações em que foi retratado também aumenta. Do século XI em diante, o governador é frequentemente representado como um rei judeu, usando barba e chapéu judaico. Em muitas representações ele já não é representado lavando as mãos, ou é representado lavando as mãos — mas não na presença de Jesus — ou então é representado em cenas de paixão em que a Bíblia não o menciona.
Apesar de ser venerado como santo pelas Igrejas copta e etíope, existem poucas imagens de Pilatos nessas tradições em qualquer época.

#### Alta e tardia arte medieval e renascentista

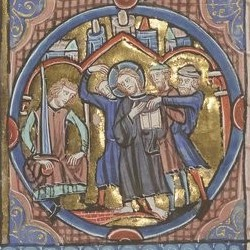
Uma representação de Cristo na presença de Pilatos, de uma Bíblia moralisée do século XIII

No século XIII, as representações dos eventos da paixão de Cristo passaram a dominar todas as formas de arte visual — essas representações do "ciclo da paixão" nem sempre incluem Pilatos — mas frequentemente o fazem; quando ele é incluído, muitas vezes recebe características judaicas estereotipadas. Um dos primeiros exemplos de Pilatos representado como judeu data do século XI nas portas da Catedral de Hildesheim (veja a imagem mais acima, à direita). Este é o primeiro uso conhecido do motivo de Pilatos sendo influenciado e corrompido pelo Diabo na arte medieval. Enquanto alguns acreditam que o Diabo nas portas é interpretado como o Judeu disfarçado, outros estudiosos sustentam que a conexão do Diabo com os judeus aqui é um pouco menos direta, já que o tema do Judeu como o Diabo não estava bem estabelecido naquele tempo. Em vez disso, o aumento das tensões entre cristãos e judeus deu início à associação de judeus como amigos do Diabo, e a arte faz alusão a essa aliança. Ele é tipicamente representado em quatorze cenas diferentes de sua vida; no entanto, mais da metade de todas as suas representações no século XIII mostram o julgamento de Jesus. Também passa a ser frequentemente retratado como presente na crucificação, sendo por volta do século XV um elemento padrão da arte da crucificação. Embora muitas imagens ainda sejam extraídas dos Atos de Pilatos, a Lenda Dourada de Tiago de Voragine é a principal fonte de representações de Pilatos da segunda metade do século XIII em diante. Pilatos agora também aparece em iluminuras para livros de horas, bem como nas Bíblias moralisées ricamente iluminadas, que incluem muitas cenas biográficas adotadas do material lendário, embora a lavagem das mãos de Pilatos continue a ser a cena mais constantemente representada. Na Bíblia moralisée, Pilatos é geralmente descrito como um judeu. Em muitas outras imagens, no entanto, é retratado como um rei ou com uma mistura de atributos de judeu e um rei.

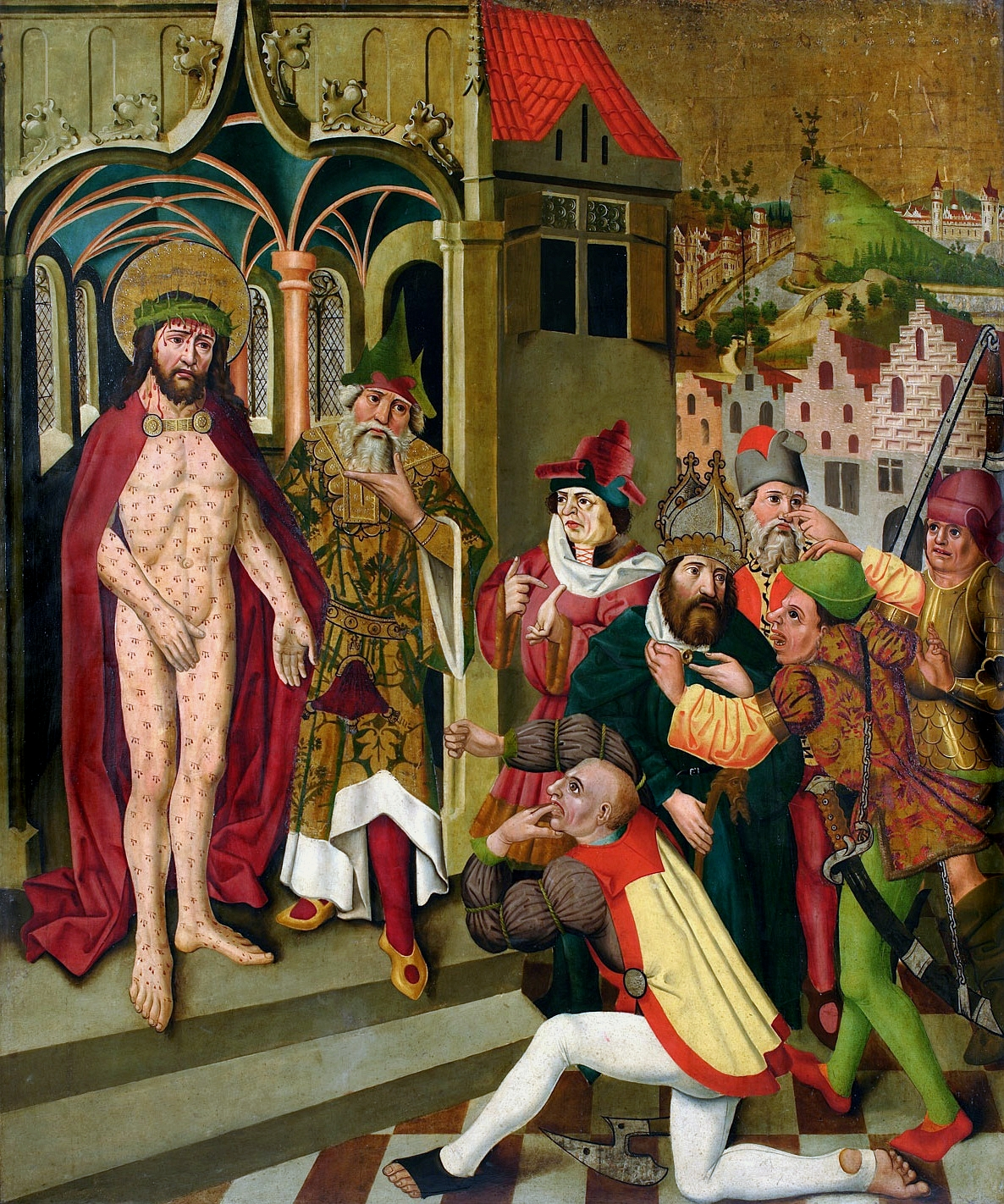
Ecce Homo do Legnica Polyptych de Nikolaus Obilman, Silésia, 1466. Pilatos está ao lado de Cristo vestindo um chapéu judeu e manto dourado

O século XIV e XV mostram menos representações de Pilatos, embora ele geralmente apareça em ciclos de obras de arte sobre a paixão. Ele às vezes é substituído por Herodes, Anás e Caifás na cena do julgamento. As representações dele neste período são encontradas principalmente em ambientes devocionais privados, como em marfim ou em livros; ele também é um tema importante em uma série de pinturas em painel, principalmente alemãs, e afrescos, principalmente escandinavos. A cena mais frequente para incluir Pilatos é quando ele lava as mãos; Pilatos é tipicamente retratado de forma semelhante aos sumos sacerdotes como um homem velho e barbudo, geralmente usando um chapéu judeu, mas às vezes uma coroa, e normalmente carregando um cetro. As suas imagens eram especialmente populares na Itália, onde, no entanto, ele quase sempre era retratado como um romano e costumava aparecer no novo meio de pinturas de igrejas em grande escala. Pilatos continuou a ser representado em várias Bíblias ilustradas manuscritas e também em obras devocionais, muitas vezes com iconografia inovadora, às vezes retratando cenas das lendas de Pilatos. Muitas gravuras e xilogravuras do governador, principalmente alemãs, foram criadas no século XV. Imagens dele foram impressas na Biblia pauperum ("Bíblias dos Pobres"), ilustradas enfocando a vida de Cristo, bem como no Speculum Humanae Salvationis ("Espelho da Salvação Humana"), que continuou a ser impresso no século XVI.

#### Arte pós-medieval

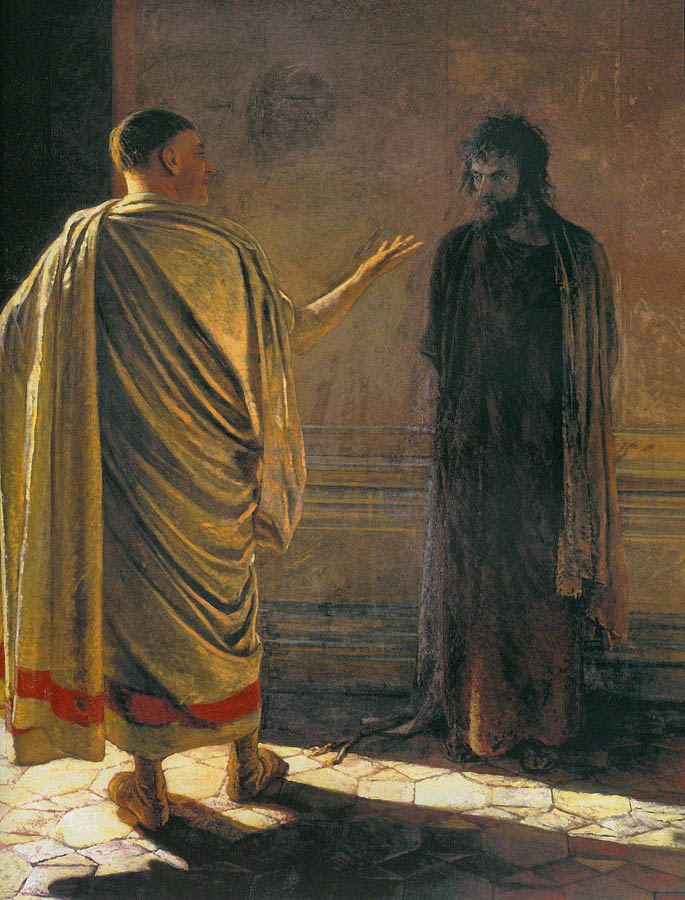
O que é a verdade?, por Nikolai Ge

No período moderno, as representações de Pilatos tornam-se menos frequentes, embora representações ocasionais ainda sejam feitas de seu encontro com Jesus. Nos séculos XVI e XVII, Pilatos incessantemente se vestia como um árabe, usando turbante, mantos longos e barba comprida, dadas as mesmas características dos judeus. As pinturas notáveis dessa época incluem o "Cristo perante Pilatos" de Tintoretto (1566–67), em que Pilatos recebe a testa de um filósofo, e o "Cristo perante Pilatos" de Gerrit van Honthorst, de 1617, que mais tarde foi recatalogado como "Cristo perante o sumo sacerdote" devido ao fato de sua aparência assemelhar-se a um judeu.
Após esse período mais longo em que poucas representações do governador foram feitas, o aumento da religiosidade em meados do século XIX fez com que uma série de novas representações de Pôncio Pilatos fossem criadas, agora representado como um romano. Em 1830, William Turner pintou "Pilatos Lavando as Mãos", em que o próprio governador não é visível, mas apenas o encosto de sua cadeira, com mulheres lamentando em primeiro plano. Uma famosa pintura de Pilatos do século XIX é "Cristo perante Pilatos" (1881), do pintor húngaro Mihály Munkácsy: a obra trouxe a Munkácsy grande fama e celebridade em sua vida, tornando sua reputação e sendo popular principalmente nos Estados Unidos, onde a pintura foi comprada. Em 1896, Munkácsy pintou uma segunda pintura com Cristo e Pilatos, "Ecce homo", que, entretanto, nunca foi exibida nos Estados Unidos; ambas as pinturas retratam o destino de Jesus nas mãos da multidão, e não em Pilatos. A mais famosa das pinturas do século XIX de Pilatos é "O que é verdade?" ("Что есть истина?"), pelo pintor russo Nikolai Ge, que foi concluído em 1890; a pintura foi proibida de ser exibida na Rússia em parte porque a figura de Pilatos foi identificada como representante das autoridades czaristas. Em 1893, Ge pintou outro quadro, "Gólgota", no qual Pilatos é representado apenas por sua mão comandante, sentenciando Jesus à morte. A Scala Sancta, supostamente a escadaria do pretório de Pilatos, hoje localizada em Roma, é ladeada por uma escultura em tamanho natural de Cristo e Pilatos na cena Ecce homo feita no século XIX pelo escultor italiano Ignazio Jacometti.
A imagem do governador condenando Jesus à morte é comumente encontrada hoje como a primeira cena da Via Sacra, encontrada pela primeira vez nas igrejas católicas franciscanas no século XVII e em quase todas as igrejas católicas desde o século XIX.

### Teatro medieval
Pilatos desempenha um papel importante em peças teatrais da paixão medieval. Ele é constantemente retratado como um personagem mais importante para a narrativa do que até mesmo Jesus, e se tornou uma das figuras mais importantes do drama medieval no século XV. As três cenas mais populares nas peças são as que incluem Pilatos lavando as mãos, a advertência de sua esposa Prócula para não prejudicar Jesus e a escrita do titulus na cruz de Jesus. A caracterização do governador varia muito de peça para peça, mas as peças posteriores frequentemente o retratam de forma ambígua, embora ele seja geralmente um personagem negativo e, às vezes, um vilão perverso. Enquanto em algumas peças Pilatos se opõe aos judeus e os condena, em outras ele se descreve como judeu ou apóia seu desejo de matar Cristo.
Nas peças da paixão da Europa Ocidental continental, a caracterização de Pilatos varia do bem ao mal, mas ele é principalmente uma figura benigna. A mais antiga peça de paixão sobrevivente, o Ludus de Passione de Klosterneuburg do século XIII, o retrata como um administrador fraco que sucumbe aos caprichos dos judeus ao crucificar Cristo. Ele continua a desempenhar um papel importante nas peças cada vez mais longas e elaboradas da paixão realizadas nos países de língua alemã e na França. Na Paixão do século XV de Arnoul Gréban, Pilatos instrui os flageladores sobre a melhor forma de chicotear Jesus. O Alsfelder Passionsspiel de 1517 retrata o governador condenando Cristo à morte por medo de perder a amizade de Herodes e de conquistar a boa vontade dos judeus, apesar de seus longos diálogos com os judeus nos quais professa a inocência de Cristo. Ele eventualmente se torna um cristão. No Frankfurter Passionsspiel de 1493, por outro lado, o próprio Pilatos acusa Cristo. A peça de paixão alemã do século XV, Benediktbeuern, retrata Pilatos como um bom amigo de Herodes, beijando-o em uma reminiscência do beijo de Judas. Colum Hourihane argumenta que todas essas peças apoiavam os tropos antissemitas e foram escritas em épocas em que a perseguição aos judeus no continente era alta.
A Paixão romana do século XV descreve Pilatos tentando salvar Jesus contra a vontade dos judeus. Nas peças da paixão italiana, Pilatos nunca se identifica como judeu, condenando-os na Resurrezione do século XV e enfatizando o medo dos judeus da "nova lei" de Cristo.
Hourihane argumenta que na Inglaterra, onde os judeus foram expulsos em 1290, a caracterização de Pilatos pode ter sido usada principalmente para satirizar funcionários e juízes corruptos, em vez de atiçar o antissemitismo. Em várias peças inglesas, ele é retratado falando francês ou latim, as línguas das classes dominantes e do direito. Nas peças de Wakefield, Pilatos é retratado como perversamente maligno, descrevendo-se como o agente de Satanás (mali actoris) enquanto trama a tortura de Cristo para extrair o máximo de dor. Todavia, ele lava as mãos de culpa depois que as torturas foram administradas. Mesmo assim, muitos estudiosos acreditam que o tema do diabo conivente e dos judeus está inextricavelmente ligado. No século XIII, as artes e a literatura medievais tinham uma tradição bem estabelecida do judeu como o diabo disfarçado. Assim, alguns estudiosos acreditam que o antijudaísmo ainda está no cerne da questão. No Ciclo de Townley inglês do século XV, Pilatos é retratado como um senhor pomposo e príncipe dos judeus, mas também como forçando o torturador de Cristo a dar-lhe as suas roupas aos pés da cruz. É só ele quem deseja matar a Cristo, e não os sumos sacerdotes, conspirando junto com Judas. Na peça da paixão inglesa do século XV, Pilatos julga Jesus junto com Anás e Caifás, tornando-se um personagem central da narrativa da paixão que conversa e instrui outros personagens. Nesta peça, quando Judas volta ao governador e aos sacerdotes para lhes dizer que não deseja mais trair Jesus, Pilatos o intimida a levar o plano adiante. Ele não apenas força Judas a trair Cristo, mas também se recusa a aceitá-lo como servo depois que Judas o faz. Além disso, Pilatos também trapaceia para tomar posse do campo do Oleiro, possuindo assim a terra na qual Judas comete suicídio. No ciclo da paixão de York, Pilatos se descreve como um cortesão, mas na maioria das peças de paixão inglesas ele proclama sua ascendência real. O ator que retratou Pilatos nas peças inglesas costumava falar alto e com autoridade, um fato parodiado em Os Contos de Cantuária de Geoffrey Chaucer.
O século XV também vê Pilatos como um personagem em peças baseadas em material lendário: La Vengeance de Nostre-Seigneur, existe em dois tratamentos dramáticos enfocando os destinos horríveis que se abateram sobre os algozes de Cristo: retrata Pilatos sendo amarrado a um pilar, coberto com óleo e mel, e depois desmembrado lentamente ao longo de vinte e um dias; ele é cuidado cuidadosamente para que não morra até o fim. Outra peça com foco na morte de Pilatos é Cornish e baseada nos Mors Pilati. O Mystère de la Passion d'Angers de Jean Michel inclui cenas lendárias da vida de Pilatos antes da paixão.

### Literatura moderna
Pôncio Pilatos aparece como personagem em um grande número de obras literárias, normalmente como personagem no julgamento de Cristo. Uma das primeiras obras literárias em que ele desempenha um papel importante é o conto do escritor francês Anatole France de 1892 "Le Procurateur de Judée" ("O Procurador da Judeia"), que retrata um Pilatos idoso que foi banido para a Sicília. Lá ele vive feliz como um fazendeiro e é cuidado por sua filha, mas sofre de gota e obesidade e se preocupa com seu tempo como governador da Judeia. Passando seu tempo nos banhos de Baías, não consegue se lembrar de Jesus de forma alguma.
Aparece com destaque no romance do escritor russo Mikhail Bulgákov, O Mestre e Margarida, escrito na década de 1930, mas publicado apenas em 1966, vinte e seis anos após a morte do autor. Henry I. MacAdam o descreve como "o 'clássico de culto' da ficção relacionada a Pilatos". A obra apresenta um romance dentro do romance sobre Pôncio Pilatos e seu encontro com Jesus por um autor chamado apenas de Mestre. Por causa deste assunto, o Mestre foi atacado por "Pilatismo" pelo estabelecimento literário soviético. Cinco capítulos do romance são apresentados como capítulos de O Mestre e Margarida. Neles, o governador é retratado como desejando salvar Jesus, sendo afetado por seu carisma, mas como covarde demais para fazê-lo. Os críticos russos na década de 1960 interpretaram esse Pilatos como "um modelo dos burocratas provincianos covardes da Rússia stalinista". O prefeito fica obcecado com sua culpa por ter matado Jesus. Por ter traído seu desejo de seguir sua moralidade e libertar Jesus, ele deve sofrer por toda a eternidade. O fardo da culpa é finalmente retirado pelo Mestre quando ele o encontra no final do romance de Bulgakov.
Pilatos faz uma breve aparição no prefácio da peça On the Rocks, de George Bernard Shaw, de 1933, onde ele argumenta contra Jesus sobre os perigos da revolução e de novas ideias. Pouco depois, o escritor francês Roger Caillois escreveu um romance Pôncio Pilatos (1936), no qual o governador absolve Jesus.
A maioria dos textos literários sobre Pilatos vêm da época após a Segunda Guerra Mundial, um fato que Alexander Demandt sugere mostrar uma insatisfação cultural por Pilatos ter lavado as mãos da culpa. A comédia Die chinesische Mauer, do dramaturgo suíço Max Frisch, representa Pilatos como um intelectual cético que se recusa a assumir a responsabilidade pelo sofrimento que causou. Uma das primeiras histórias do escritor suíço Friedrich Dürrenmatt ("Pilatus", 1949) retrata Pilatos sabendo que está torturando Deus no julgamento de Jesus. Die Frau des Pilatus, da romancista católica alemã Gertrud von Le Fort, retrata a esposa do prefeito como se convertendo ao cristianismo depois de tentar salvar Jesus e assumir a culpa de Pilatos para si mesma; O governador também a executa. Randall Jarrell também faz uma alusão ao procurador romano em sua poesia de tempo de guerra Eighth Air Force (Oitava Força Aérea) de 1969.
Em 1986, o escritor soviético-quirguiz Chinghiz Aitmatov publicou um romance em russo com Pilatos intitulado Placha (O lugar da caveira). O romance gira em torno de um longo diálogo entre Pilatos e Jesus, testemunhado em uma visão do narrador Avdii Kallistratov, um ex-seminarista. O governador é apresentado como um pessimista materialista que acredita que a humanidade logo se destruirá, enquanto Jesus oferece uma mensagem de esperança. Entre outros tópicos, os dois discutem anacronicamente o significado do juízo final e da segunda vinda; Pilatos não consegue compreender os ensinamentos de Jesus e é complacente ao enviá-lo para a morte.

## Na mídia
Pilatos foi retratado em vários filmes, sendo incluído em retratos da paixão de Cristo já em alguns dos primeiros longas produzidos. No filme mudo de 1927 The King of Kings, ele é interpretado pelo ator húngaro-americano Victor Varconi, que é apresentado sentado sobre uma enorme águia romana de onze metros de altura, que Christopher McDonough afirma simbolizar "não o poder que possui, mas o poder que [o possui]". Durante a cena Ecce homo, a águia fica no fundo entre Jesus e Pilatos, com uma asa acima de cada figura; depois de condenar Jesus hesitantemente, Pilatos volta para a águia, que agora está emoldurada ao lado dele, mostrando seu isolamento em sua decisão e, McDonough sugere, fazendo com que o público questione o quão bem ele serviu ao imperador.
O filme The Last Days of Pompeii (1935), retrata o governador como "um representante do materialismo grosseiro do Império Romano", com o ator Basil Rathbone concedendo-lhe dedos longos e um nariz comprido. Após a Segunda Guerra Mundial, Pilatos e os romanos costumam assumir papel de vilões no cinema americano. O filme de 1953, The Robe, o retrata completamente coberto de ouro e anéis como um sinal da decadência romana. Ben-Hur de 1959 mostra Pilatos presidindo uma corrida de bigas, em uma cena que Ann Wroe diz "parecia muito semelhante às imagens de Hitler das Olimpíadas de 1936", com Pilatos entediado e sarcástico. Martin Winkler, no entanto, argumenta que Ben-Hur fornece um retrato mais matizado e menos condenatório de Pilatos e do Império Romano do que a maioria dos filmes americanos deste período.

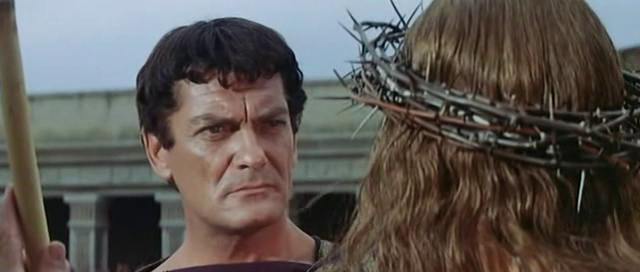
Jean Marais como Pôncio Pilatos em Ponzio Pilato (1962)

Apenas um filme foi feito inteiramente na perspectiva de Pilatos, o franco-italiano Ponzio Pilato de 1962, onde foi interpretado por Jean Marais. Em Jesus Christ Superstar de 1973, o julgamento de Jesus ocorre nas ruínas de um teatro romano, sugerindo o colapso da autoridade romana e "o colapso de toda autoridade, política ou não". O Pilatos no filme, interpretado por Barry Dennen, expande João 18:38 para questionar Jesus sobre a verdade e aparece, na visão de McDonough, como "um representante ansioso do relativismo moral". Falando da representação de Dennen na cena do julgamento, McDonough o descreve como um "animal encurralado". Wroe argumenta que mais tarde ele assumiu uma espécie de afeminação, ilustrada pelo Pilatos em Life of Brian, de Monty Python. Já na minissérie ítalo-britânica de Franco Zeffirelli, quem deu vida ao governador foi Rod Steiger em Jesus of Nazareth (1977), o qual Tom Shales descreveu, para o The Washington Post, como "um homem que luta com os expedientes de conciliar liberdade e ordem, com ênfase, é claro [...]". Em The Last Temptation of Christ (1988), de Martin Scorsese, Pilatos é interpretado por David Bowie, que aparece como "magro e assustadoramente hermafrodita". Pilatos de Bowie fala com sotaque britânico, contrastando com o sotaque americano de Jesus (Willem Dafoe). O julgamento ocorre nos estábulos privados do governador, o que implica que Pilatos não considera o julgamento de Jesus muito importante, e nenhuma tentativa é feita para assumir qualquer responsabilidade pela morte de Jesus, que ele ordena sem qualquer escrúpulo.
O filme de 2004 de Mel Gibson, The Passion of the Christ, retrata Pilatos, interpretado por Hristo Shopov, como um personagem simpático e de espírito nobre, temeroso de que o sumo sacerdote judeu Caifás inicie uma revolta se não ceder às suas exigências. Ele expressa desgosto pelo tratamento dado pelas autoridades judaicas a Jesus (Jim Caviezel) quando ele é trazido à sua presença e oferece-lhe um copo de água. McDonough argumenta que "Shopov nos dá um Pilatos muito sutil, que consegue parecer alarmado, embora não em pânico diante da multidão, mas que traz dúvidas muito maiores em uma conversa privada com sua esposa."
Em 2018, na telenovela brasileira Jesus, o governador da Judeia foi representado pelo ator ítalo-brasileiro Nicola Siri. Falando sobre o personagem, Siri descreveu: "Do ponto de vista histórico é um personagem gigante. É o homem que teve a vida de Jesus nas mãos e decidiu crucificá-lo. Difícil pensar num personagem mais emblemático do que Pilatos na vida de Jesus".

## Legado

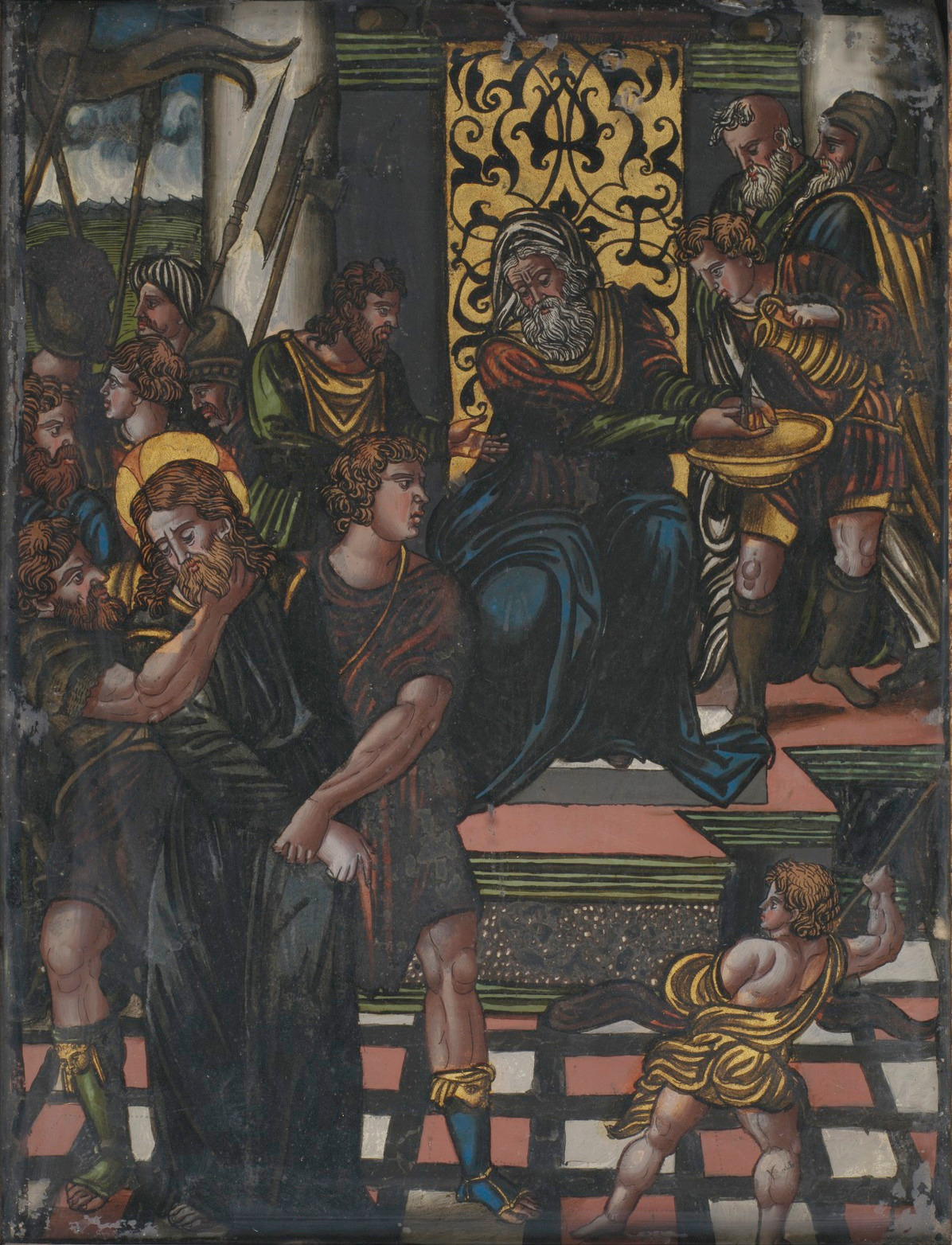
Cristo na presença de Pilatos, século XVI a XVII

É venerado como santo pela Igreja Etíope com festa no dia 19 de junho, e foi historicamente venerado pela Igreja copta, com festa no dia 25 de junho.
O fato de Pilatos lavar as mãos da responsabilidade pela morte de Jesus em Mateus 27:24 é uma imagem comumente encontrada na imaginação popular, e é a origem da expressão "lavar as mãos", que significa recusar envolvimento posterior com ou responsabilidade por algo. Partes do diálogo atribuídas a Pilatos no Evangelho de João tornaram-se ditos particularmente famosos, especialmente citados na versão latina da Vulgata. Estes incluem João 18:35 (numquid ego Iudaeus sum?, "Sou um judeu?"), João 18:38 (Quid est veritas?, "O que é a verdade?"), João 19:5 (Ecce homo, "Eis o homem!"), João 19:14 (Ecce rex vester, "Eis o seu rei! ") e João 19:22 (Quod scripsi, scripsi, "O que escrevi, eu escrevi").
O desvio da responsabilidade de Pilatos relatado nos Evangelhos pela crucificação de Jesus, para os judeus, é tido como responsável por fomentar o antissemitismo desde a Idade Média até os séculos XIX e XX.

### Avaliações acadêmicas
As principais fontes antigas sobre o governador oferecem visões muito diferentes sobre seu governo e personalidade. Fílon é hostil, Josefo em sua maioria neutro e os Evangelhos "comparativamente amigáveis". Isso, combinado com a falta geral de informações sobre o longo tempo dele, no cargo, resultou em uma ampla gama de avaliações por estudiosos modernos.
Com base nas muitas ofensas que Pilatos causou à população da Judeia, alguns historiadores acham que ele foi um governador particularmente ruim. M.P. Charlesworth argumenta que foi "um homem cujo caráter e capacidade ficaram abaixo dos do oficial provincial comum [...] em dez anos, ele acumulou asneira sobre asneiras em seu desprezo e incompreensão do povo que foi enviado para governar." No entanto, Paul Maier argumenta que o longo mandato de Pilatos como governador da Judeia indica que ele deve ter sido um administrador razoavelmente competente, enquanto Henry MacAdam argumenta que "entre os governadores da Judeia antes da Guerra Judaica, Pilatos deve ser classificado como mais capaz do que a maioria." Outros estudiosos argumentaram que Pilatos era simplesmente culturalmente insensível em suas interações com os judeus e, dessa forma, um típico oficial romano.
Começando com E. Stauffer em 1948, os estudiosos argumentaram, com base em sua possível nomeação por Sejano, que as ofensas de Pilatos contra os judeus foram dirigidas por Sejano por ódio aos judeus e um desejo de destruir sua nação, uma teoria apoiada por as imagens pagãs nas moedas de Pilatos. De acordo com essa teoria, após a execução de Sejano em 31 e os expurgos de Tibério de seus apoiadores, Pilatos, temendo ser ele próprio afastado, tornou-se muito mais cauteloso, explicando sua atitude aparentemente fraca e vacilante no julgamento de Jesus. Helen Bond argumenta que "dada a história dos desenhos pagãos em todas as moedas judaicas, particularmente de Herodes e Grato, as moedas de Pilatos não parecem ser deliberadamente ofensivas" e que as moedas oferecem pouca evidência de qualquer conexão entre o governador da Judeia e Sejano. Carter observa que essa teoria surgiu no contexto das consequências do Holocausto, de que a evidência de que Sejano era antissemita depende inteiramente de Fílon e que "a maioria dos estudiosos não está convencida de que seja uma imagem precisa ou justa de Pilatos".